# 恵那峡口駅
恵那峡口駅（えなきょうぐちえき）は、かつて岐阜県中津川市に存在した北恵那鉄道北恵那鉄道線の駅（廃駅）。

## 概要
恵那峡への観光客誘致のため、地元住民の請願で開業した駅であり、近くには恵那峡への観光船の乗船のりばが存在していた。
木曽川橋梁の橋脚かさ上げ工事による代行バス発着所と留置線設置のため、移転がされている。移転前の駅の位置は木曽川橋梁への築堤上である。

## 歴史
- 1925年（大正14年）8月5日：北恵那鉄道線中津町 - 苗木開に新設開業。
- 1963年（昭和38年）
  - 1月16日：木曽川橋梁橋脚嵩上げ工事のため、中津町 - 当駅間の運行を休止してバス代行を実施。当駅は山之田川駅側へ約130 m移転。
  - 4月1日：中津町 - 当駅間の運行を再開。
- 1978年（昭和53年）9月18日：北恵那鉄道線とともに廃止。

## 駅施設
1面1線のホームを有し、簡素な待合所などが設置されていた。

## その他
現在もホームの痕跡がわずかに残っているという。
移転前の駅舎は改築後、恵那峡への観光船のりばの待合所に再利用された。この観光船は、約20年前に運行中止となり待合所も取り壊されたという。現在運行されている恵那峡遊覧船は、恵那市の恵那峡公園からの乗船になる。

## 隣の駅
北恵那鉄道
北恵那鉄道線
中津町駅 - 恵那峡口駅 - 山之田川駅